# Sveti Jurij ob Ščavnici
Sveti Jurij ob Ščavnici je naselje, središče občine Sveti Jurij ob Ščavnici. Kraj se je  vsaj od leta 1683, pa vse do 22. januarja leta 1997 imenoval Videm ob Ščavnici. 

## Ime
Videm se kot kraj omenja v krstni knjigi od 1680 in ob uvedbi hišnih številk (leta 1770). Na topografski karti avstroogrske vojske, ki je nastala v obdobju 1749-1780, je kraj imenovan Vidma, ob znaku cerkve pa je zapis "Phar St.Georg". Leta 1853 je bilo na zemljevidu Slovenske dežele Petra Kozlerja objavljeno ime kraja z imenom Videm. Leta 1953 so po kraju poimenovali še krajevni urad s pošto in šolo, prej pa sta bila poimenovana po župniji in zavetniku sv. Juriju. 
Kraj je bil z odlokom na 22. redni seji 22. januarja 1997 preimenovan iz zgodovinskega Vidma ob Ščavnici v Sveti Jurij ob Ščavnici (Odlok o imenovanju lokalnega središča Sveti Jurij ob Ščavnici v Občini Sveti Jurij ob Ščavnici) . S spremembo imena so poenotili poimenovanje lokalnega središča z imenom župnije. Povod za preimenovanje je bil zmota, da je ime Videm ob Ščavnici novejše ime iz časov socialistične Jugoslavije in da je ime Sv. Jurij staro ime kraja. Staro ime kraja (Videm) etimološko izvira iz besede videm, ki je v času fevdalizma označevala cerkveno posest.
Nestrinjanje s preimenovanjem se je kazalo z mazanjem tabel in objektov v lokalnem središču. 9. januarja 1998 je Ustavno sodišče zavrnilo pobudo za oceno ustavnosti in zakonitosti Odloka o imenovanju lokalnega središča Sveti Jurij ob Ščavnici v Občini Sveti Jurij ob Ščavnici. Leta 2007 so krajani občini predložili pobudo o vrnitvi starega imena Videm ob Ščavnici, ki jo je podpisalo 79 % vseh krajanov. Pobuda ni dobila podpore v občinskem svetu, ki je sestavljen pretežno iz predstavnikov drugih krajev občine.